# Chinese Democracy
Chinese Democracy är det sjätte studioalbumet av den amerikanska hårdrocksgruppen Guns N' Roses. Albumet släpptes som helhet streamat på bandets Myspace-sida 21 november 2008 och i fysisk form på flera håll i världen den 22 november. I Storbritannien släpptes albumet 24 november. Albumet ska också vara ett av tre i en serie av nya album enligt den förra Skid Row-sångaren Sebastian Bach som medverkar på spåret "Sorry".

## Historia
Axl Rose sa i ett brev den 14 december 2006 att albumet skulle släppas 6 mars 2007. Två dagar innan det sagda utgivningsdatumet skickades ett nytt brev ut som sa att inspelningarna var klara. Detta gjorde däremot att 6 mars 2007 inte kunde bli albumets utgivningsdatum.
26 mars 2008 gick det amerikanska läskföretaget Dr Pepper ut med att "om Axl släppte Chinese Democracy innan årets slut" skulle alla amerikaner, utom de forna Guns N' Roses-gitarristerna Slash och Buckethead, få en gratis läsk. Dr Pepper höll sitt löfte då albumet faktiskt släpptes år 2008. Axl Rose lär för övrigt ha sagt att han var villig att dela sin läsk med Buckethead, eftersom han trots allt medverkar på skivan.
Tre av låtarna släpptes innan albumets utgivning: "Shackler's Revenge" som finns på TV-spelet Rock Band 2; titelspåret "Chinese Democracy" som släpptes som första singel den 22 oktober 2008 samt andra singeln "Better" som släpptes den 17 november 2008.
20 november 2008 meddelade BBC att albumet hade släppts på gruppens Myspace-sida, tre dagar innan det skulle ges ut i USA.
CNN rapporterade 24 november 2008 att hela albumets förbjudits i Kina, på grund av titelspårets kritik mot den kinesiska regimen och en referens till Falungong. Tidningen Global times som styrs av Kinas kommunistiska regering har skrivit att bandet i och med skivan ”vänder sin spjutspets mot Kina”, och det kinesiska utrikesdepartementets talesman Qin Gang lär ha sagt att "Så vitt jag vet är det många som inte gillar sådan här musik eftersom den är för skränig och högljudd".

## Låtlista
| Nr  | Titel                | Kompositör                                   | Längd |
| --- | -------------------- | -------------------------------------------- | ----- |
| 1.  | Chinese Democracy    | Rose, Freese                                 | 4:43  |
| 2.  | Shackler's Revenge   | Rose, Buckethead, Costanzo, Mantia, Scaturro | 3:37  |
| 3.  | Better               | Rose, Finck                                  | 4:57  |
| 4.  | Street Of Dreams     | Rose, Stinson, Reed                          | 4:46  |
| 5.  | If The World         | Rose, Pitman                                 | 4:54  |
| 6.  | There Was A Time     | Rose, Tobias, Reed                           | 6:41  |
| 7.  | Catcher In The Rye   | Rose, Tobias                                 | 5:53  |
| 8.  | Scraped              | Rose, Costanzo, Buckethead                   | 3:30  |
| 9.  | Riad N' The Bedouins | Rose, Stinson                                | 4:10  |
| 10. | Sorry                | Rose, Buckethead, Mantia, Scaturro           | 6:14  |
| 11. | I.R.S.               | Rose, Tobias, Reed                           | 4:28  |
| 12. | Madagascar           | Rose, Pitman                                 | 5:38  |
| 13. | This I Love          | Rose                                         | 5:34  |
| 14. | Prostitute           | Rose, Tobias                                 | 6:15  |

## Medverkande
- Axl Rose – sång, keyboard, gitarr, piano
- Robin Finck – gitarr, keyboard, akustisk gitarr
- Bumblefoot – gitarr
- Richard Fortus – gitarr
- Tommy Stinson – bas, kör
- Chris Pitman – keyboard, kör, bas, gitarr, mellotron
- Bryan Mantia – trummor
- Frank Ferrer – trummor
- Dizzy Reed – keyboard, kör, piano, synthesizer

### Forna medlemmar
- Buckethead – gitarr, akustisk gitarr
- Paul Tobias – gitarr, piano

### Övriga medverkande
- Pete Scaturro – keyboard
- Sebastian Bach – kör
- Patti Hood – harpa
- Suzy Katayama – valthorn

## Listplaceringar
| År   | Lista                           | Topplacering | Första veckan |
| ---- | ------------------------------- | ------------ | ------------- |
| 2008 | Argentinas albumlista           | #2           | #2            |
| 2008 | Australiensiska albumlistan     | #3           | #3            |
| 2008 | Danska albumlistan              | #7           | #7            |
| 2008 | European Top 100                | #1           | #36           |
| 2008 | Finska albumlistan              | #1           | #1            |
| 2008 | Franska albumlistan             | #10          | #26           |
| 2008 | Holländska albumlistan          | #4           | #4            |
| 2008 | Irländska albumlistan           | #3           | #3            |
| 2008 | Israeliska albumlistan          | #3           | #3            |
| 2008 | Italienska albumlistan          | #3           | #3            |
| 2008 | Japanska albumlistan            | #3           | #3            |
| 2008 | Kanadas albumlista              | #1           | #1            |
| 2008 | Mexikanska albumlistan          | #34          | #34           |
| 2008 | Norska albumlistan              | #2           | #5            |
| 2008 | Nya Zeelands albumlista         | #1           | #2            |
| 2008 | Polska albumlistan              | #1           | #3            |
| 2008 | Portugisiska albumlistan        | #9           | #9            |
| 2008 | Schweiziska albumlistan         | #1           | #1            |
| 2008 | Sloveniens albumlista           | #1           | #1            |
| 2008 | Storbritanniens UK Albums Chart | #2           | #2            |
| 2008 | Svenska albumlistan             | #4           | #4            |
| 2008 | Tyska albumlistan               | #2           | #2            |
| 2008 | Ungerska albumlistan            | #4           | #4            |
| 2008 | USA:sUS Albums Chart            | #3           | #3            |
| 2008 | Österrikiska albumlistan        | #3           | #3            |
| 2008 | World Global Album Chart        | #1           | #23           |